# Hendrik Elias

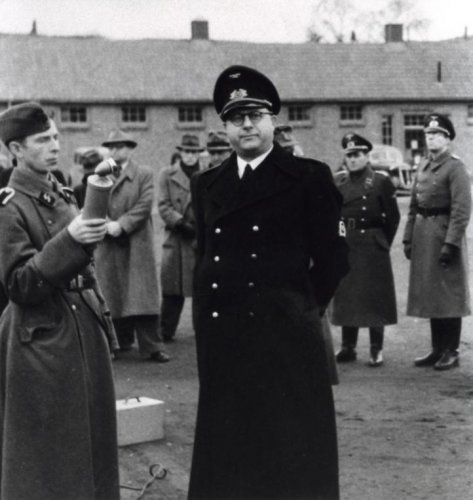
Hendrik Elias (1942)

Hendrik Jozef Elias (* 12. Juni 1902 in Machelen; † 2. Februar 1973 in Ukkel) war ein flämischer Historiker, Jurist und Nationalist. Er war während des Zweiten Weltkriegs Vorsitzender des mit der deutschen Besatzungsmacht kollaborierenden Flämischen Nationalverbands und erhielt dafür nach dem Krieg die Todesstrafe, die später in eine lebenslange Haftstrafe umgewandelt wurde. Während seiner Haft widmete er sich wieder seinen historischen Studien und veröffentlichte nach seiner Freilassung Werke zur Geschichte des flämischen Nationalismus.

## Leben
Elias wurde als Sohn eines Postangestellten geboren und studierte im Anschluss an seine Schulzeit in Vilvoorde an der Katholischen Universität Löwen Geschichte, wo er mit einer Dissertation zu Kirche und Staat in den südlichen Niederlanden unter Erzherzog Albrecht und Isabella summa cum laude promoviert wurde. Der Wunsch, innerhalb einer akademischen Laufbahn eine flämische Antwort auf die belgische Historiografie Henri Pirennes zu geben, erfüllte sich aufgrund des Todes seines Förderers Alfred Cauchie jedoch nicht. Elias, flämischer Aktivist und Urheber eines Aufrufes zur Schaffung einer eigenen flämischen historischen Schule, blieb ein Lehrstuhl verwehrt. Er wurde Lehrer an den Athenea in Brugge und Gent und promovierte 1929 in Rechtswissenschaften an der Universität Gent.

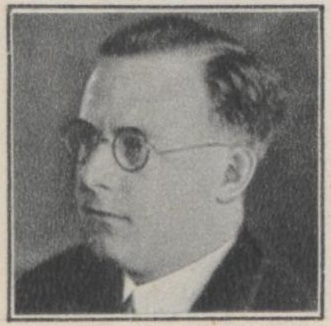
Hendrik Elias

1930 gründete Elias die Vlaamsch Nationale Volkspartij (Flämisch-Nationale Volkspartei, VNVP), mit der er den zersplitterten flämischen Nationalismus auf föderaler und demokratischer Grundlage zusammenführen wollte. Diese konnte jedoch wegen ihrer zu großen ideologischen Gegensätze nur bescheidene Erfolge erringen und ging 1933 im rechtsradikalen Vlaams Nationaal Verbond (Flämischer Nationalverband, VNV) unter Staf De Clercq auf. Elias trat als Parteiideologie für einen gemäßigten Föderalismus ein, womit er quer zur offiziellen Parteilinie stand, die einer dietsen (großniederländischen) und faschistischen Richtung zuneigte. Dies hatte zur Folge, dass die von ihm verfassten Parteiprogramme oft Änderungen unterworfen und Einigungsgespräche mit den ebenfalls faschistischen Rexisten und der Katholieke Vlaamsche Volkspartij, der flämischen Abteilung der Katholischen Partei, hintertrieben wurden. Elias war in der Partei zunehmend isoliert und trat in den Schatten des radikaleren Propagandaführers Reimond Tollenaere.
Als Belgien während des Zweiten Weltkriegs von Deutschland besetzt wurde und der VNV mit der Besatzungsmacht zu kollaborieren begann, spielte Elias nur noch eine kleine Rolle in der Partei, auch wenn er öffentlich zu ihr stand. Durch die deutsche Militärverwaltung wurde er Ende 1940 zum Bürgermeister von Gent ernannt. Der Tod Tollenaeres 1942 an der Ostfront und das im gleichen Jahr erfolgte Ableben des Vorsitzenden De Clercq brachte Elias wieder in den Vordergrund. Von Victor Leemans und Gérard Romsée zum Vorsitz gedrängt, nahm er diesen schließlich an. Elias’ Versuch, den VNV durch die Militärverwaltung zur einzig zugelassenen Partei Flanderns erklären zu lassen scheiterte, da dieser, obwohl er die Unterstützung der Militärverwaltung genoss, in Konkurrenz zur Deutsch-Vlämischen Arbeitsgemeinschaft (DeVlag) unter Jef Van de Wiele stand, die durch die SS gestützt wurde. Bei einem Treffen zwischen Elias, Van de Wiele und Heinrich Himmler im Frühjahr 1944 versuchte er Himmler davon zu überzeugen, die DeVlag aufzulösen und trat für eine Anerkennung des flämischen Volkes innerhalb eines „Großgermanischen Reichs“ ein – eine Abkehr von den früheren VNV-Zielen eines Großniederländischen Reiches. Himmler ging jedoch nicht darauf ein und mahnte die flämischen Kontrahenten zur Beilegung ihrer Differenzen. Im Übrigen waren sowohl Elias als auch Van de Wiele während der deutschen Besatzung Autoren der Brüsseler Zeitung.
Während der Befreiung Belgiens durch die Alliierten flüchtete Elias nach Deutschland. Da er sich weigerte, dort mit dem ebenfalls geflüchteten Van de Wiele zusammenzuarbeiten, wurde er durch das Reichssicherheitshauptamt in einem im Kleinwalsertal gelegenen Hotel festgesetzt. Dort wurde Elias im Mai 1945 durch französische Soldaten verhaftet und nach Brüssel gebracht. Er war bereits in jenem Jahr in Abwesenheit zum Tode verurteilt worden; das Urteil wurde 1947 bestätigt, eine Revision 1948 abgewiesen. Drei Jahre später wurde die Strafe in eine lebenslange Haft umgewandelt, aus der Elias 1959 entlassen wurde. Im März 1960 heiratete er in der belgischen Botschaft in Den Haag Flora Moerman.
Während seiner Haft hatte Elias Bücher rezensiert, die er dort las, und seine wissenschaftliche Arbeit wieder aufgenommen. Ein unveröffentlicht gebliebenes Manuskript von 1947, Geschiedenis van het nationaal gevoel in de Zuidelijke Nederlanden (Geschichte des Nationalgefühls in den Südlichen Niederlanden) formte die Basis des zwischen 1963 und 1965 erschienenen Geschiedenis van de Vlaamse Gedachte, 1780–1914 (Geschichte des Flämischen Gedankens). Für dieses Werk erhielt Elias unter anderem den Preis der Flämischen Provinzen und den Frans-Van-Cauwelaert-Preis, diese Preisverleihungen führten zu zahlreichen Kontroversen. 1969 folgte Vijfentwintig jaar Vlaamse Beweging, 1914–1939 (Fünfundzwanzig Jahre Flämische Bewegung). Ein letztes Werk, Het Vlaams-nationalisme in de Tweede Wereldoorlog (Der Flämische Nationalismus im Zweiten Weltkrieg) blieb unvollendet. Elias hatte in den Jahren 1945/46 in Briefen an einen seiner Anwälte seine Memoiren verfasst, die mit anderen Texten die Grundlage zu den unveröffentlichten Gedenkschriften en beschouwingen (1959–1961) (Denkschriften und Betrachtungen) bildeten. In seinen letzten Lebensjahren arbeitete er daran, diese zu dem geschichtlich fundierteren Het Vlaams-nationalisme in de Tweede Wereldoorlog auszubauen, doch zögerte Elias mit einer Veröffentlichung, da er unsicher über eine Konfrontation der flämischen Bewegung mit früheren Gegensätzen und sich der Evolution seiner Auffassungen zur Kollaboration bewusst war. Sein Tod führte schließlich zum endgültigen Ende dieser Pläne.